# Matthew Ashton
Matthew Ashton (* 8. Juni 1988) ist ein professioneller britischer Pokerspieler aus England. Er gewann 2013 ein Bracelet bei der Poker Player’s Championship der World Series of Poker.

## Pokerkarriere
Ashton begann im Jahr 2003 mit Poker und fokussiert sich auf das Spielen von Cash Games. Er spielt auf der Onlinepoker-Plattform PokerStars unter dem Nickname MUSTAFABET und erzielte dort bis März 2018 mit Cash Games einen Profit von rund 1,3 Millionen US-Dollar. Darüber hinaus gewann der Brite auf der Plattform vier Turniere der Spring Championship of Online Poker sowie 2009 einen Titel bei der World Championship of Online Poker.
Seine ersten Preisgelder bei Live-Turnieren erhielt Ashton ab September 2010 bei Side-Events der European Poker Tour (EPT) und des PokerStars Caribbean Adventures, die in der gemischten Variante 8-Game gespielt wurden. Im Juni 2011 war er erstmals bei der World Series of Poker (WSOP) im Rio All-Suite Hotel and Casino am Las Vegas Strip erfolgreich und erreichte bei der H.O.R.S.E. Championship den Finaltisch, den er als Sechster für rund 100.000 US-Dollar beendete. Bei der EPT in Monte-Carlo gewann er Mitte Mai 2013 ein Turnier in 8-Game und erhielt den Hauptpreis von 43.600 Euro. Bei der WSOP 2013 erreichte der Brite innerhalb von zwei Wochen drei Finaltische, die ihm Preisgelder von knapp 270.000 US-Dollar einbrachten. Anschließend setzte er sich bei der 50.000 US-Dollar teuren Poker Player’s Championship durch und sicherte sich ein Bracelet sowie eine Siegprämie von knapp 1,8 Millionen US-Dollar. Damit übernahm er die Führung im Rennen um den WSOP Player of the Year Award, wurde jedoch während der World Series of Poker Europe im Oktober 2013 noch von Daniel Negreanu auf den zweiten Platz verdrängt. Ende Mai 2014 belegte Ashton bei der WSOP National Championship in Atlantic City den mit knapp 160.000 US-Dollar dotierten dritten Platz. Bei der WSOP 2017 wurde er bei der Poker Player’s Championship Achter und erhielt rund 165.000 US-Dollar. Seine nächste Geldplatzierung erfolgte bei der WSOP 2022, die erstmals im Bally’s Las Vegas und Paris Las Vegas ausgespielt wurde. Auch dort belegte der Brite den achten Rang der Poker Player’s Championship und sicherte sich über 150.000 US-Dollar. Bei der WSOP 2023 saß er bei diesem Turnier erneut am Finaltisch und wurde als Dritter mit knapp 575.000 US-Dollar ausbezahlt.
Insgesamt hat sich Ashton mit Poker bei Live-Turnieren mehr als 3,5 Millionen US-Dollar erspielt.